# Charles Lorilleux
Charles Lorilleux, né le 1er janvier 1827, à Paris et mort le 12 mars 1893 dans le 8e arrondissement de Paris, est un imprimeur français et ancien maire de Puteaux.

## Biographie
Il est le fils de René-Pierre Lorilleux, né le  9 mai 1788 à Morannes (Maine-et-Loire) et mort le 30 octobre 1865 dans le 6e arrondissement de Paris, fondateur de la maison Lorilleux & Cie et créateur de l'industrie des encres d'imprimerie en 1818 à Paris.
À cette époque, les imprimeurs préparaient eux-mêmes, au jour le jour, l'encre dont ils avaient besoin. Une partie de leur journée était occupée à ce travail, qui consistait à broyer à la molette, avec de l'huile de lin ou de l'huile de noix cuites, le noir de fumée ou les couleurs dont l'emploi était très restreint.
Les imprimeurs se méfiaient des encres qu'on leur offrait toutes faites, car ils n'admettaient pas de fabriquer d'avance l'encre d'imprimerie.
Pierre Lorilleux qui faisait partie, comme imprimeur, de l'imprimerie royale, s'installa à Paris, 16, rue Suger, dans une des dépendance de l'immeuble occupé par le siège social de la maison.
Les commencements furent les plus pénibles. Homme laborieux et tenace, ne se laissant rebuter par aucun obstacle, imprimeur et par conséquent à même de pouvoir discuter utilement avec ses anciens confrères, Pierre Lorilleux parvint à faire accepter ses produits par les principales imprimeries de Paris. Ce premier résultat obtenu, il installa le 5 mai 1824, après y avoir été autorisé par une ordonnance du roi, une fabrique d'encre d'imprimerie au moulin à vent de Chante-Coq, sur les hauteurs de Puteaux.
En 1843, Charles Lorilleux fut appelé à seconder son père ; il devint son associé en 1851, et resta seul chef de la maison à partir de 1856.
Vers 1850, les machines à imprimer commencèrent à se répandre dans les imprimeries, modifiant les conditions de travail et décuplant la production. En 1870, la proclamation de la liberté de l'imprimerie vint donner aux industries graphiques un nouvel essor qui a amené leur transformation.
Charles Lorilleux suivit pas à pas les progrès que réalise l'imprimerie, tant en France qu'à l'étranger, ne se laissant pas distancer, augmentant, perfectionnant ses moyens de production, et se préparant à rendre ses voisins tributaires de son industrie. À la veille de 1870, il avait créé, à côté de l'ancienne usine de Chante-Coq à Puteaux, une fabrique modèle où sont assemblés les moyens les plus économiques et les plus perfectionnés, et dont tous les produits sont répandus dans le monde entier.
La nouvelle usine de Puteaux était à peine terminée, qu'il en construisait une seconde sur le territoire de Nanterre, à peu de distance de la première, pour ramener en France une branche importante de sa fabrication, celle des noirs de fumée, restée jusqu'alors en Belgique, à Charleroi. En outre, deux fabriques importantes furent créés à l'étranger : l'une en Italie, à Dergano, l'autre en Espagne, à Badalone, près de Barcelone, deux usines secondaires furent établies à Lyon et à Madrid.
Il devient exportateur de réputation mondiale ; la société comptera sous sa direction jusqu'à 29 dépôts et agences, et 41 usines et succursales en France et à l'étranger.
En 1872, il est maire de Puteaux.
Il fut nommé chevalier de la Légion d'honneur en 1891. Il meurt deux ans plus tard.
Il est l’ami et l’homme de confiance de l'artiste Pierre Morain (peintre).

## Postérité

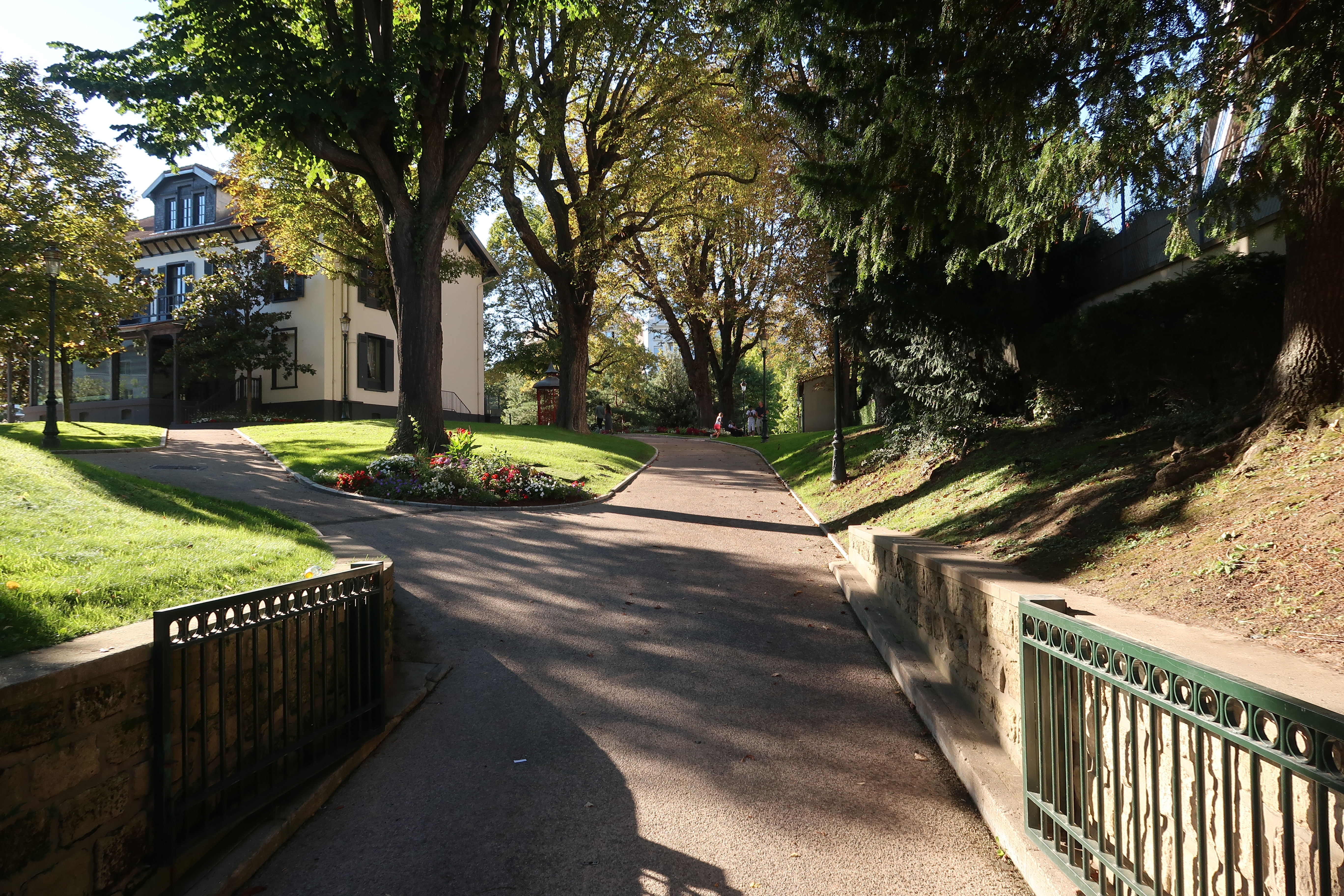
Les jardins d'Offenbach à Puteaux.

Plusieurs lieux sont baptisés en son hommage. La ville de Puteaux comporte une rue Charles-Lorilleux, anciennement chemin aux Vaches, puis sente des Hauts Chantecoq. Dans la même ville, une école porte son nom, ainsi qu'un ensemble résidentiel. Un parking à son nom a également été construit.
Les jardins d'Offenbach à Puteaux, ancienne résidence de Charles Lorilleux, sont répertoriés dans l'inventaire général du patrimoine culturel d'Île de France.
Ouverte fin février 2020, La Maison Lorilleux, est un espace culturel consacré à l’art, baptisé ainsi en hommage à la famille Lorilleux.

## Ouvrages
- Traité de lithographie. Histoire, théorie, pratique, Paris, 1889 (numérique, Bibliothèque nationale de France).
- Abbé Moignot, Les Mondes : revue hebdomadaire des sciences et de leurs applications aux arts et à l'industrie, vol. 49, Saint-Denis, Bureau des mondes, 1879 (lire en ligne), p. 231.
- « L'industrie des encres d'imprimerie », Le Panthéon de l'industrie,‎ 1910 (lire en ligne).
- « Nécrologie - Charles Lorilleux », Journal des papetiers,‎ août 1893, p. 156-159 (lire en ligne).